# 中山忠定
中山 忠定 （なかやま たださだ）は、鎌倉時代前期から中期にかけての公卿。権大納言・中山兼宗の長男。官位は正二位・参議。中山家3代。

## 官歴
『公卿補任』による
- 文治6年（1190年） 正月5日：叙爵（従五位下）
- 正治元年（1199年） 6月23日：侍従
- 建仁2年（1202年） 正月5日：従五位上
- 建仁3年（1203年） 正月13日：阿波権介
- 建仁4年（1204年） 正月13日：左近衛少将
- 元久2年（1205年） 正月5日：正五位下。7月11日：兼中宮権亮
- 元久3年（1206年） 4月11日：従四位下
- 承元2年（1208年） 10月9日：従四位上
- 承元3年（1209年） 正月13日：能登権介。10月30日：左近衛中将
- 建暦元年（1211年） 正月18日：正四位下
- 建保元年（1213年） 正月13日：備中介
- 建保6年（1218年） 正月5日：従三位。正月13日：参議。正月16日：中宮権大夫。7月9日：更任左中将
- 建保7年（1219年） 正月22日：近江権守
- 承久2年（1220年） 正月6日：正三位。12月15日：解参議・中宮権大夫・左中将
- 嘉禄3年（1227年） 4月20日：従二位
- 嘉禎3年（1237年） 正月29日：正二位
- 康元元年（1256年） 10月18日：薨去、享年69

## 系譜
- 父：中山兼宗
- 母：藤原重家の娘[1]
- 妻：順徳院兵衛内侍[2] - 藤原隆信の娘[2]
- 妻：八条実俊の娘[2]
- 妻：家女房[2]
  - 男子：中山基雅（? - 1266年）[1]
- 生母不明の子女
  - 男子：中山道平[2]
  - 男子：中山師親[2]